# سبيل العيش

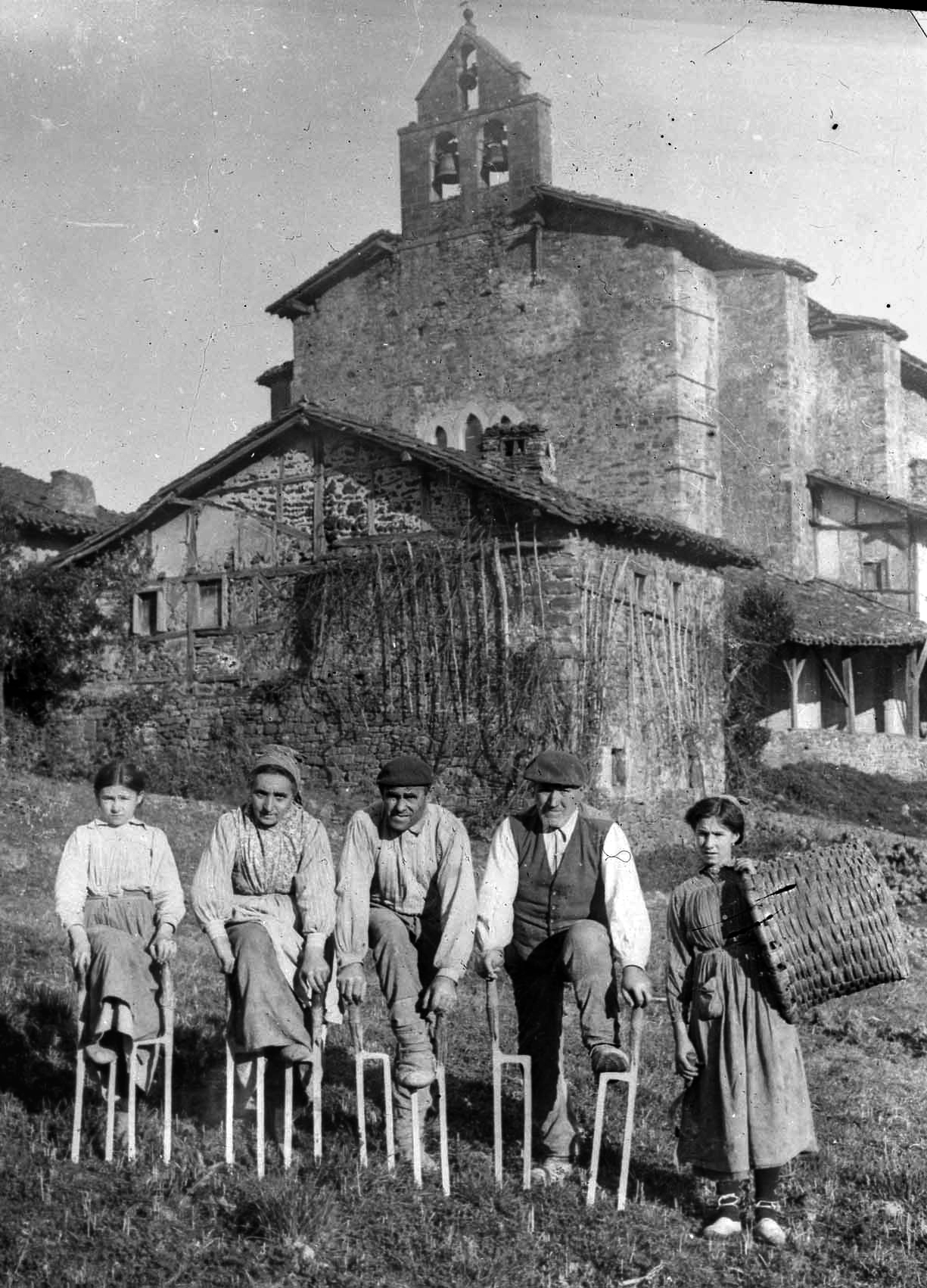

تشير أسباب كسب الرزق للشخص أو سبيل العيش إلى الوسيلة التي يوفر من خلالها ضروريات الحياة. ويتم تعريف أسباب كسب الرزق على أنها مجموعة من الأنشطة الاقتصادية، والتي تشتمل على التوظيف الذاتي و/أو التوظيف بالراتب اليومي من خلال استخدام مواهب الشخص (سواء البشرية أو المادية) من أجل خلق الموارد الكافية للوفاء بمتطلبات الذات والبيت على أساس مستدام بشكل يتسم بالكرامة. ويتم في الغالب تنفيذ ذلك النشاط بشكل متكرر. على سبيل المثال، تعتمد أسباب كسب الرزق للصياد على توافر الأسماك وقدرته على الوصول إليها.

## في العلوم الاجتماعية
في العلوم الاجتماعية، يمتد مفهوم أسباب كسب الرزق ليشتمل على الوسائل الاجتماعية والثقافية، أي «السيطرة التي يمتلكها الشخص أو العائلة أو غير ذلك من المجموعات الاجتماعية على الدخل و/أو مجموعات الموارد التي يمكن استخدامها أو تبادلها من أجل الوفاء بالاحتياجات. ويمكن أن يشتمل ذلك على المعلومات والمعارف الثقافية والشبكات الاجتماعية والحقوق القانونية بالإضافة إلى الأدوات والأراضي وغير ذلك من الموارد المادية.»
ويستخدم مفهوم أسباب كسب الرزق في مجالات مثل مجال البيئة السياسية في الأبحاث التي تركز على الاستدامة وحقوق الإنسان.